# Viernheimer Dreieck
De Viernhiemer Dreieck is een knooppunt in de Duitse deelstaat Hessen.
Op dit half-sterknooppunt ten noordwesten van de stad Viernheim sluit de A67 vanuit Darmstadt aan op de A6 Saarbrücken-Waidhaus.

## Geografie
Het knooppunt ligt in de stad Viernheim.
Nabijgelegen steden en dorpen zijn Mannheim, Langenheim en Weinheim en Worms
Het knooppunt ligt ongeveer 10 km ten noordoosten van Mannheim, ongeveer 15 km ten zuidoosten van Worms en ongeveer 65 km ten zuiden van Frankfurt am Main.

## Configuratie
Rijstrook
Nabij het knooppunt hebben zowel de A6-zuid als de A67 2x3 rijstroken, de A6-west heeft 2x2 rijstroken.. De fly-overs hebben twee rijstroken de andere twee verbindingswegen hebben één rijstrook.
De hoofdrichting in het knooppunt is noord-zuid daarom loopt de A67 hier naadloos over in de in A6.
Knooppunt
Het knooppunt is een half-sterknooppunt.

## Verkeersintensiteiten
Dagelijks passeren ongeveer 125.000 voertuigen het knooppunt, dit maakt het een erg druk knooppunt.
| Van                         | Naar                    | Gemiddeld aantal voertuigen per dag | Percentagge vrachtverkeer |
| --------------------------- | ----------------------- | ----------------------------------- | ------------------------- |
| AS Mannheim-Sandhofen (A 6) | Viernheimer Dreieck     | 44.500                              | 13,1 %                    |
| Viernheimer Dreieck         | Viernheimer Kreuz (A 6) | 71.500                              | 13,8 %                    |
| AS Lorsch                   | Viernheimer Dreieck     | 64.200                              | 13,8 %                    |

## Richtingen knooppunt
| Aansluitende wegen                                                      | Aansluitende wegen | Aansluitende wegen                               | Aansluitende wegen | Aansluitende wegen |
| ----------------------------------------------------------------------- | ------------------ | ------------------------------------------------ | ------------------ | ------------------ |
|                                                                         |                    | richting Darmstadt / Keulen Frankfurt / Hannover |                    |                    |
|                                                                         |                    |                                                  |                    |                    |
| richting Mannheim-Sandhofen / Ludwigshafen Kaiserslautern / Saarbrücken |                    |                                                  |                    |                    |
|                                                                         |                    |                                                  |                    |                    |
|                                                                         |                    | richting Mannheim / Karlsruhe Bazel / Stuttgart  |                    |                    |